# Wapen van Urmond

Het wapen van Urmond

Het wapen van Urmond werd in 1936 aan de Nederlands-Limburgse gemeente Urmond toegekend. De gemeente hield in 1982 op te bestaan, zij fuseerde met de gemeente Stein waardoor ook het wapen buiten gebruik kwam. Het wapen dat door de gemeente Stein gevoerd werd en wordt is hetzelfde gebleven.

## Blazoenering
Het wapen kreeg op 11 maart 1925 de volgende blazoenering:
In goud een leeuw van sabel, getongd en genageld van keel, waaroverheen een keper van azuur.
Het wapen is goud van kleur met daarop een zwarte leeuw, tong en nagels zijn rood van kleur. Over het geheel een blauwe keper.

## Geschiedenis
Het wapen toont de zwarte leeuw van het hertogdom Gulik. De keper, als breukteken beschouwd, toont een afscheiding aan, maar mogelijk kan het ook de Ur voorstellen. Het wapen werd op 14 januari 1936 aan de gemeente Urmond toegekend en bleef tot 1982 in gebruik.

## Vergelijkbare wapens

Wapen van het Noorderdepartement
Wapen van Nieuwpoort
Het wapen van hertogdom Gulik
Wapen van Veurne
Wapen van Oost-Vlaanderen
Wapen van West-Vlaanderen